# Агдеринський район
Агдеринський райо́н (азерб. Ağdərə rayonu) — адміністративна одиниця у Азербайджані. У 1930—1939 роках носив назву Джерабертський, у 1939—1991 роках — Мардакертський район. У 1992 року Агдеринський район був скасований, а територія була розділена між Кельбаджарським, Тертерським та Агдамським районами. У 2023 році район був відновлений у колишніх межах.

## Історія
Район був створений 8 серпня 1930 при переході на районний адміністративно-територіальний поділ під назвою «Джерабертський район» у складі Нагірно-Карабаської автономної області (НКАО) Азербайджанської РСР. 17 вересня 1939 року бул перейменований на Мардакертський район.
2 вересня 1991 на спільній сесії Нагірно-Карабаської обласної та Шаумянівської районної Рад народних депутатів Азербайджанської РСР у межах Нагірно-Карабаської автономної області й прилеглого Шаумянівського району Азербайджанської РСР було проголошено Нагірно-Карабаську Республіку.
26 листопада 1991 року Верховна Рада Азербайджану прийняв закон про скасування НКАО. За цим самим законом, Мардакертський район було перейменовано на Агдеринський. У 1992 році Агдеринський район був скасований, а його територія була включена до складу Агдамського, Кельбаджарського і Тертерського районів.
У ході Першої Карабахської війни район став театром запеклих бойових дій. Влітку 1992 року азербайджанські війська опанували 80 % його території, проте не змогли скористатися отриманою перевагою через брак особового складу та втратили контроль над більшою його частиною до липня 1993 року. Після війни східна частина колишнього Мардакертського району НКАО, включаючи селище Шихарх і село Гасанґая, залишилася під контролем Азербайджану. Решта території колишнього району контролювалася вірменськими збройними силами НКР, де його було перетворено на Мартакертський район.
У ході Другої Карабаської війни Азербайджан встановив контроль над невеликою територією на північному сході району, закріпившись у селищі Мадагіз (Суґовушан). 19 вересня 2023 року Азербайджан провів військову операцію у Нагірному Карабаху, за підсумками якої район повністю повернувся під контроль Азербайджану.
15 жовтня 2023 року президент Азербайджану Ільхам Алієв відвідав місто Агдере і підняв державний прапор республіки на центральній площі міста.
5 грудня 2023 року Міллі Меджліс затвердив законопроект про відновлення Агдеринського району, а 27 грудня 2023 року закон був підписаний президентом Ільхамом Алієвим.